# Igor Igorevich Bezdenezhnykh
Bản mẫu:Eastern Slavic name
Igor Igorevich Bezdenezhnykh (tiếng Nga: Игорь Игоревич Безденежных; sinh ngày 8 tháng 8 năm 1996) là một cầu thủ bóng đá người Nga. Anh chơi ở vị trí tiền vệ trung tâm cho F.K. Ufa.

## Sự nghiệp câu lạc bộ
Anh ra mắt chuyên nghiệp vào ngày 17 tháng 5 năm 2015 cho F.K. Ufa trong trận đấu tại Giải bóng đá ngoại hạng Nga trước F.K. Zenit Sankt Peterburg.

## Quốc tế
Anh đại diện Đội tuyển bóng đá U-19 quốc gia Nga tại Giải bóng đá U-19 vô địch châu Âu 2015, nơi Nga giành vị trí á quân.

## Thống kê sự nghiệp

### Câu lạc bộ
Tính đến 12 tháng 5 năm 2018
| Câu lạc bộ                    | Mùa giải            | Giải vô địch                | Giải vô địch | Giải vô địch | Cúp     | Cúp       | Châu lục | Châu lục  | Tổng cộng | Tổng cộng |
| Câu lạc bộ                    | Mùa giải            | Hạng đấu                    | Số trận      | Bàn thắng    | Số trận | Bàn thắng | Số trận  | Bàn thắng | Số trận   | Bàn thắng |
| ----------------------------- | ------------------- | --------------------------- | ------------ | ------------ | ------- | --------- | -------- | --------- | --------- | --------- |
| F.K. Ufa                      | 2012–13             | FNL                         | 0            | 0            | 0       | 0         | –        | –         | 0         | 0         |
| F.K. Ufa                      | 2013–14             | FNL                         | 0            | 0            | 0       | 0         | –        | –         | 0         | 0         |
| F.K. Ufa                      | 2014–15             | Giải bóng đá ngoại hạng Nga | 1            | 0            | 0       | 0         | –        | –         | 1         | 0         |
| F.K. Ufa                      | 2015–16             | Giải bóng đá ngoại hạng Nga | 5            | 0            | 1       | 0         | –        | –         | 6         | 0         |
| F.K. Ufa                      | 2016–17             | Giải bóng đá ngoại hạng Nga | 20           | 0            | 1       | 0         | –        | –         | 21        | 0         |
| F.K. Ufa                      | 2017–18             | Giải bóng đá ngoại hạng Nga | 3            | 0            | 0       | 0         | –        | –         | 3         | 0         |
| F.K. Ufa                      | Tổng cộng           | Tổng cộng                   | 29           | 0            | 2       | 0         | 0        | 0         | 31        | 0         |
| FC Olimpiyets Nizhny Novgorod | 2017–18             | FNL                         | 1            | 0            | –       | –         | –        | –         | 1         | 0         |
| Tổng cộng sự nghiệp           | Tổng cộng sự nghiệp | Tổng cộng sự nghiệp         | 30           | 0            | 2       | 0         | 0        | 0         | 32        | 0         |